# Captain Blood (1935)
Captain Blood is een Amerikaanse avonturenfilm uit 1935 onder regie van Michael Curtiz. Het scenario is gebaseerd op de gelijknamige roman uit 1922 van de Italiaans-Engelse auteur Rafael Sabatini. In Nederland werd de film destijds uitgebracht onder de titel Kapitein Blood.

## Verhaal
De Engelse arts Peter Blood wordt in 1685 verbannen naar Port Royal, omdat hij een opstandeling heeft geholpen. Daar wordt hij als slaaf verkocht aan Arabella, de dochter van kolonel Bishop. Hij weet te ontsnappen tijdens een aanval op de stad door Spanjaarden. Blood kaapt hun schip samen met de slaven die hem volgen en groeit uit tot een berucht kapitein.

## Rolverdeling
| Acteur              | Personage        |
| ------------------- | ---------------- |
| Errol Flynn         | Peter Blood      |
| Olivia de Havilland | Arabella Bishop  |
| Lionel Atwill       | Kolonel Bishop   |
| Basil Rathbone      | Levasseur        |
| Ross Alexander      | Jeremy Pitt      |
| Guy Kibbee          | Hagthorpe        |
| Henry Stephenson    | Lord Willoughby  |
| Robert Barrat       | Wolverstone      |
| Hobart Cavanaugh    | Dr. Bronson      |
| Donald Meek         | Dr. Whacker      |
| Jessie Ralph        | Mevrouw Barlow   |
| Forrester Harvey    | Honesty Nuttall  |
| Frank McGlynn sr.   | Dominee Ogle     |
| Holmes Herbert      | Kapitein Gardner |
| David Torrence      | Andrew Baynes    |